# سعد إسكندر عبد المسيح
سعد إسكندر عبد المسيح (1911 - 25 فبراير 1953) (عرف باسم سفاح كرموز) قاتل متسلسل مصري، قتل 3 أشخاص على الأقل في أسيوط والإسكندرية في الفترة من 1948 حتى 1951. تم القبض عليه وإعدامه في عام 1953. يقال بأنه قتل 19 ضحية إلا أنه تم محاكمته على قتل 3 أشخاص فقط.

## جرائمه
كان يعمل مع شقيقه في مصنع صغير للغزل والنسيج بأسيوط، كان يمتلكه الأخ الأكبر، وتعرف هناك على أرملة ثرية، ونشأت بينهما علاقة غرامية، الأرملة وثقت به وأخبرته عن المكان الذي تحتفظ فيه بأموالها وفي أحد السهرات التي جمعت سعد وعشيقته قرر الغدر بها للاستيلاء على أموالها وباغتها من الخلف بطعنات نافذة أودت بحياتها على الفور، وسرق المال، ونزح إلى الإسكندرية. وهناك بدأ سلسلة جرائم متتالية، كان أولها قتله سيدة في التسعين من عمرها تدعى "بمبة" وسرقة أموالها، وشروعه في قتل فتاة تدعى "قطقوطة" شاهدته أثناء خروجه مهرولاً من منزل ضحيته؛ إلا أنها نجت من الحادثة، وكادت أن تؤدى به إلى السجن، لولا دهاء محاميه الذي وضع يده على خيط هام في القضية، أدى بجهات التحقيقات للإفراج عنه. وبعد سنتين من الواقعة استأجر سعد شونة على ترعة المحمودية لتخزين الغلال وخيوط النسيج وقام بإستدراج تاجر أقمشة متجول ببضاعته على عربة خشب، فاستدعاه للداخل بحجة أنه يمتلك خيوط غزل، دخل الضحية وجلس على الكرسى وأعطاه سعد الخيوط لكى يفحصها وعندما أحنى تاجر الأقمشة رأسه ليفحص الخيوط هوى سعد بساطوره الثقيل على رقبته ثم دفنه في أرض الشونة. بعد ذلك بأشهر أستدرج تاجر حبوب هو الأخر للشونة وقام سعد بمهاجمته لكن التاجر استطاع الإفلات منه، وهو مصاب بجرح نافذ، وركض محاولا الهرب فأسرع سعد خلفه وأجهز عليه، لكن أحد العمال رأى ما حدث وقام بإبلاغ الشرطة عما رأى.